# Seznam argentinskih novinarjev
Seznam argentinskih novinarjev.

## B
- Leónidas Barletta

## G
- Enrique Gratas
- Mariano Grondona

## L
- Jorge Lanata

## M
- Tomás Eloy Martínez

## S
- Pedro Sevcec

## T
- Héctor Timerman
- Jacobo Timerman

## W
- Rodolfo Jorge Walsh (1927–1977)